# بيوكقواقلي (أديامان)
بيوكقواقلي (بالتركية: Büyükkavaklı)‏ هي قرية تتبع إداريّاً لمديرية أديامان في محافظة أديامان التركية الواقعة في جنوب شرق الأناضول. وبلغ عدد سكانها 916 نسمة في عام 2021.